# سیف‌الله صمدیان
سیف‌الله صمدیان (زاده ۸ بهمن ۱۳۳۲ در ارومیه)، عکاس، فیلمساز و فیلم‌بردار ایرانی است. او همچنین بنیان‌گذار و دبیر جشن تصویر سال است که یک رویداد غیردولتی در حوزه هنرهای تجسمی ایران است و هرساله در اسفندماه برگزار می‌شود.

## فعالیت‌های هنری
- ۱۳۴۷ کسب مقام نخست مسابقات سراسری عکاسی در پانزده سالگی
- ۱۳۵۰ ورود به مدرسه عالی ترجمه (دانشگاه علامه طباطبایی) تحصیل در رشته زبان و ادبیات انگلیسی
- ۱۳۵۹ ورود به خبرگزاری و مسؤولیت واحد عکس و تأسیس بانک عکس در خبرگزاری جمهوری اسلامی
- اول دی ماه ۱۳۷۱ آغاز به انتشار ماهنامه تصویر، حضور در تمامی بی ینال‌ها و اتفاقات مهم جهان عکاسی از همان سال‌ها تا به امروز
- تدریس فتوژورنالیسم در دانشگاه تهران
- آموزش عکاسی در دانشکده هنر و دانشگاه آزاد اسلامی
- حضور در دو دوره از کلاس‌های خبرگزاری آسیا و اقیانوسیه (OANA) به عنوان مدرس
- حضور مستمر در نمایشگاه دوسالانه عکس ایران از نخستین دوره (دبیر جشنواره، عضو هیئت انتخاب و داوری)
- تصویربرداری ۳ فیلم از عباس کیارستمی: ای‌بی‌سی آفریقا، جاده‌ها [پیوند مرده]، پنج
- عضو شورای سیاست گذاری گروه سینماهای هنر و تجربه[۲]
- عضو هیئت مؤسس انجمن عکاسان ایران[۳]
- بنیان‌گذار و دبیر جشن تصویر سال و جشنواره تصویرسال از سال ۱۳۸۳،[۴][۵]
- دریافت نشان درجه یک هنری (1394)

## داوری‌ها
جشنواره فجر، جشن سینما، جشنواره فیلم شمسه
عضو هیئت داوری جشنواره بین‌المللی فیلم میلان (۲۰۰۲)، عضو هیئت داوری جشنواره فیلم‌های کوتاه اروپایی/ آلمان ۲۰۰۵،
عضو هیئت داوری جشنواره بین‌المللی فیلم کوتاه بیاف (جورجیا) ۲۰۱۰
عضو هیئت داوری سومین جشنواره عکس نورنگار (۱۳۹۵)
عضو هیئت داوری اولین جشنواره فیلم تبریز (مردادماه 1396)
عضو هیئت داوران اولین دوره جشنواره عکاسی ماسار (1396)
عضو هیئت داوری هفتمین جایزه عکس شید (جایزه مستقل عکاسی مستند) (1396) 

## جوایز
دریافت جایزه ورلد پرس فتو (مسابقه عکس‌های مطبوعاتی جهان) سال ۱۹۹۰ میلادی
دریافت جایزهٔ «یوزپلنگ طلایی» بهترین فیلم کوتاه، برای فیلم «پنج داستان کوتاه» در دومین جشنواره بین‌المللی فیلم تاشکند.
دریافت تندیس طوبی زرین، لوح سیمین و مدرک درجه یک هنری در هفتمین جشنواره بین‌المللی هنرهای تجسمی فجر اسفندماه 1393
دریافت لوح افتخار در سومین جشنواره یادگار برای ساخت فیلم مستند «بم:روزسوم، روزدهم»
دریافت مدالیوم عکاسی تئاتر ۱۳۹۳   

## ورکشاپ‌ها
برگزاری ورکشاپ ده روزه در مدرسه سینمایی مکزیک به همراه ۵ تن از مستندسازان معروف دنیا همراه با نمایش فیلمهایشان در سال 2006.
برگزاری ورکشاپ یک روزه در سیزدهمین جشنواره بین‌المللی (سین مورلیا) مکزیک سال ۲۰۱۲ 

## نمایش فیلم در جشنواره‌های بین‌المللی، بینال‌ها و موزه‌ها
داکومنتا۱۱، آلمان ۲۰۰۱ ، دانشگاه هاروارد (Tehran: The 25th Hourفیلم: تهران ساعت ۲۵)، 
بینال شارجه ۲۰۰۳ ، یاماگاتا ۱۹۹۹  ترابیکا (نیویورک) ۲۰۰۶ 
فیلم «هفتاد و شش دقیقه و پانزده ثانیه با عباس کیارستمی» در جشنواره کارلووی واری